# 1-й Новопівнічний провулок (Житомир)
1-й Новопівнічний провулок — провулок в Богунському районі міста Житомира.     

## Характеристики
Розташований у північно-західній частині Старого міста. Бере початок з Новопівнічної вулиці. Г-подібний на плані. Прямує на північ, затим повертає на захід та завершується кутком.             

Забудова провулка — садибна житлова.     

## Історія
До 1958 року провулок мав назву Новопівнічна вулиця, оскільки брав початок від тодішньої Північної вулиці, що наразі має назву Новопівнічна вулиця.       
У 1958 році Північна вулиця отримала назву Новопівнічна, а тодішній Новопівнічній вулиці, що фактично являла собою вузький провулок надано назву 1-й Новопівнічний провулок.       
Провулок виник у другій половині ХІХ ст. Траса і забудова провулка сформувалися до початку ХХ ст.       